# Monografie napoletane vol. 7 Mario Merola
Monografie napoletane vol. 7 Mario Merola è una raccolta di Mario Merola.

## Descrizione
È il primo dei tre volumi dedicati al cantante; gli altri volumi sono l'8 e il 9.
Monografie napoletane vol. 7 è un album che fa parte di una raccolta chiamata Monografie napoletane, tale raccolta è composta da diversi CD dedicati e contenenti brani di vari artisti della canzone classica napoletana, tra cui; Sergio Bruni, Mario Merola, Mario Abbate, Angela Luce, Aurelio Fierro, Mario Trevi, Fausto Cigliano, Nino Taranto, Claudio Villa, Giulietta Sacco, Mirna Doris, Pino Mauro e altri. Gli album dedicati a Mario Merola sono tre con un totale di 44 brani racchiusi nei volumi 7, 8 e 9. La produzione della Bideri inizia nel 2002, l'album viene stampato e distribuito nel 2003 dalla Duck Record s.r.l.

## Tracce
1. Chiamate Napoli 081 – 4:07 (G. Giordano - E. Alfieri)
2. 'A Canzona d' 'e Rose – 3:57 (G. Marigliano - V. Di Domenico)
3. Capricciusella – 3:16 (E. Esposito)
4. Ma Che Te Fa Stasera Chesta Napule – 4:00 (S. Paloma - E. Alfieri)
5. 'Nu Pulecenella – 3:19 (Annona - Esposito)
6. 'O Rre d' 'a Sceneggiata – 3:32 (P. Giordano - E. Alfieri)
7. Santa Guapparia – 2:51 (Fiorini - Colucci - A. Esposito)
8. Povero Guappo – 3:15 (L. Bovio - F. Albano)
9. Core Furastiero – 3:02 (A. Melina - E. A. Mario)
10. Tradimento – 4:00 (S. Paloma - E. Alfieri)
11. 'O Treno d' 'o Sole – 4:01 (G. Palumbo - E. Alfieri)
12. Ll'Urdemo Zampugnaro – 3:49 (L. Cioffi - G. Cioffi)
13. Signora Nfamità – 2:42 (A. Moxedano - A. Esposito - E. Schiano)
14. Giuramento – 4:17 (G. Russo - A. Vian)
15. Cinematografo – 3:24 (E. A. Mario)
16. 'A Storia Mia – 3:04 (V. Annona - A. Annona)